# Gartow
Gartow est une municipalité allemande du land de Basse-Saxe et l'Arrondissement de Lüchow-Dannenberg. Elle se situe à la frontière avec la Saxe-Anhalt et comporte les quartiers de Nienwalde et Laasche.

## Histoire
Nienwalde est mentionné pour la première fois en 1360 sous le nom de Nygendorp. Après que 1690 Nygendorp tombe dans l'électorat de Hanovre, le village est rebaptisé Niendorf. 
Le 24 mai 1836, un incendie détruit 20 maisons. Après seulement sept semaines, le village est reconstruit à plusieurs centaines de mètres au sud sur une légère élévation de quatre rectangles entourés de routes. De plus, Niendorf est souvent inondé en raison de la proximité de l'Elbe. En 1936, Niendorf bei Gartow prend pour nom Nienwalde.
Le 1er juillet 1972, Nienwalde fusionne avec Gartow.
En 1977, une digue est construite à Gartow à la frontière pour renforcer la protection contre les inondations.

## Source, notes et références
- (de) Cet article est partiellement ou en totalité issu de l’article de Wikipédia en allemand intitulé « Nienwalde » (voir la liste des auteurs).